# Martinet menut australià
El martinet menut australià (Botaurus dubius; syn: Ixobrychus dubius) és una espècie d'ocell de la família dels ardèids (Ardeidae) que s'ha considerat una subespècie del martinet menut. Habita canyars i pantans, principalment a l'est d'Austràlia, est de Queensland, cap al sud fins a Victòria i sud-est d'Austràlia Meridional, però també al sud-oest d'Austràlia Occidental i a Terra d'Arnhem, al Territori del Nord.

## Taxonomia
El martinet menut australià anteriorment estava classificat en el gènere Ixobrychus. Però un estudi filogenètic molecular de la família dels ardèids publicat el 2023 va trobar que Ixobrychus era parafilètic i per crear gèneres monofilètics, Ixobrychus es va fusionar amb el gènere Botaurus que havia estat introduït el 1819 pel naturalista anglès James Francis Stephens.